# Rječnik stranih riječi (Anić/Goldstein)
Rječnih stranih riječi veliki je suvremeni rječnik čije drugo izdanje sadržava više od 84 000 natuknica. Rječnik stranih riječi jedan je od najvećih hrvatskih rječnika te vrste. Sadržava 49 000 stranih riječi i 35 frazeoloških izraza stranog porijekla koji se upotrebljavaju u hrvatskom govornom, stručnom i književnom jeziku. Rječnik ima 1471 dvostupačnu stranicu velikog rječničkog formata, a sadržava pojmove iz informatike, moderne glazbe, medicine, športa, politike i mnogih drugih područja te vlastita imena iz Biblije, mitologije i opće povijesti. Rječnik stranih riječi objavio je Novi Liber.

## Opis
Prvo izdanje, tiskano 1999. godine imalo je 10 000 primjeraka. Drugo izdanje rječnika tiskano je 2000. godine u Zagrebu te je zbog velike potražnje 2004. godine dotiskano 1500 novih primjeraka. Rječnik ima dijagonalu od 25 centimetara i tvrde korice. Na koricama rječnika prevladavaju plava i bijela boja te crvene crte. Naziv rječnika napisan je bijelom bojom na plavoj pozadini te je odvojen dvjema tankim crvenim crtama odozgo i odozdo. Iznad naslova rječnika napisani su autori knjige manjim bijelim slovima. Rječnik je iznimno kvalitetne izrade.
Prije samoga rječnika nalazi se 25 stranica koje čine naslov knjige iznutra, predgovor, uvod te ostale komponente koje svaki rječnik treba imati. Natuknice su podebljane kako bi se lakše uočile od ostatka teksta. Prefiksi i sufiksi su sa svoje gornje i donje strane odvojeni kratkim vodoravnim crtama kako bi se lakše uočile u velikom tekstu. Rječnik sadrži riječi iz preko 130 jezika iz svih područja svijeta. Ispod većine natuknica nalaze se etimološka objašnjena što olakšava razumijevanje velikog broja riječi. Na kraju rječnika nalazi se Dodatak s osobnim imenima, simbolima i mjernim jedinicama.

## Rad na rječniku
Autori ovoga rječnika su Vladimir Anić i Ivo Goldstein. Urednik rječnika je Slavko Goldstein a recenzenti prof. dr. Damir Kalogjera i prof. dr. Ivo Pranjković. U uređivačkom odboru bilo je sedam članova, te brojni drugi članovi i suradnici, konzultanti, redaktori, stručni suradnici i pomoćni suradnici. Na opremi i grafičkoj suradnji radila je Jelena Musić. Grafičku pripremu teksta i prijelom napravila je DENONA d.o.o. - Zagreb.

## Vanjske poveznice
- Hrvatski jezični portal – Rječnička baza